# Ozolnieki
El municipi d'Ozolnieki (en letó: Ozolnieku novads) és un dels 110 municipis de Letònia, que es troba localitzat al centre del país bàltic, i que té com a capital la localitat d'Ozolnieki. El municipi va ser creat l'any 2003 després d'una reorganització territorial.

## Ciutats i zones rurals
- Cenu pagasts (zona rural)
  - Āne
  - Brankas
  - Cena
  - Dalbe
  - Jaunpēternieki
  - Tetele
- Ozolnieku pagasts (zona rural)
  - Ozolnieki
- Sidrabenes pagasts (zona rural)
  - Auči
  - Emburga
  - Garoza
  - Plāņi
  - Renceles
  - Sidrabene

## Població i territori
Té una població de 10.237 persones (2009). la superfície És uns 286,2 kilòmetres quadrats, i la densitat poblacional és de 35,77 habitants per kilòmetre quadrat.